# Nerodia harteri
Nerodia harteri är en ormart som beskrevs av Trapido 1941. Nerodia harteri ingår i släktet Nerodia och familjen snokar. Inga underarter finns listade i Catalogue of Life.
Arten är endast känd från en mindre region väster om Dallas i Texas (USA). Utbredningsområdet ligger i dalgången av Brazos River. Nerodia harteri lever i eller intill snabbflytande vattendrag som mynnar i floden. Vattendragen är vanligen fri av växtlighet. Vuxna exemplar besöker även insjöar och dammar. Individerna gömmer sig ofta under stenar vid strandkanten. Honor lägger inga ägg utan föder levande ungar.
Dammbyggnader påverkar beståndet i viss mån. Nerodia harteri är fortfarande vanligt förekommande men utbredningsområdet är begränsat. IUCN kategoriserar arten globalt som nära hotad.